# Oribatella quadridentata
Oribatella quadridentata är en kvalsterart som beskrevs av Banks 1895. Oribatella quadridentata ingår i släktet Oribatella och familjen Oribatellidae. Inga underarter finns listade i Catalogue of Life.